# Ричардс, Ник
Ни́колас «Ник» Ри́чардс (англ. Nicholas Richards; род. 29 ноября 1997 года в Кингстоне, Ямайка) — ямайский профессиональный баскетболист, выступающий в Национальной баскетбольной ассоциации за команду «Финикс Санз». Играет на позиции центрового. На студенческом уровне выступал за команду Кентуккийского университета «Кентукки Уайлдкэтс». На драфте НБА 2020 года он был выбран под сорок вторым номером командой «Нью-Орлеан Пеликанс».

## Профессиональная карьера

### Шарлотт Хорнетс (2020—2025)
Ричардс был выбран под 42-м номером на драфте НБА 2020 года командой «Нью-Орлеан Пеликанс». 18 ноября 2020 года был обменян в «Шарлотт Хорнетс» на выбор во втором раунде 2024 года. 30 ноября подписал контракт с Шарлоттом. 30 декабря дебютировал в НБА, выйдя со скамейки запасных, и сыграл 1 минуту в победе над «Даллас Маверикс» со счётом 118—99. 1 января 2021 года Ричардс набрал 2 очка и 1 подбор за 3 минуты в поражении от «Мемфис Гриззлис» со счётом 93—118.
22 марта 2023 года «Хорнетс» продлили контракт с Ричардсом на три года.
27 января 2024 года Ричардс набрал максимальные за карьеру 26 очков и 13 подборов в матче с «Ютой Джаз» (134:122).[29

### Финикс Санз (2025—настоящее время)
15 января 2025 года Ричардс был обменян в «Финикс Санз» вместе с одним драфт-пиком второго раунда на Джоша Окоги и три драфт-пика второго раунда.

## Статистика

### Статистика в НБА
| Сезон                                                                                    | Команда | Регулярный сезон | Регулярный сезон | Регулярный сезон | Регулярный сезон | Регулярный сезон | Регулярный сезон | Регулярный сезон | Регулярный сезон | Регулярный сезон | Регулярный сезон | Регулярный сезон | Серия плей-офф | Серия плей-офф | Серия плей-офф | Серия плей-офф | Серия плей-офф | Серия плей-офф | Серия плей-офф | Серия плей-офф | Серия плей-офф | Серия плей-офф | Серия плей-офф |
| Сезон                                                                                    | Команда | GP               | GS               | MPG              | FG%              | 3P%              | FT%              | RPG              | APG              | SPG              | BPG              | PPG              | GP             | GS             | MPG            | FG%            | 3P%            | FT%            | RPG            | APG            | SPG            | BPG            | PPG            |
| ---------------------------------------------------------------------------------------- | ------- | ---------------- | ---------------- | ---------------- | ---------------- | ---------------- | ---------------- | ---------------- | ---------------- | ---------------- | ---------------- | ---------------- | -------------- | -------------- | -------------- | -------------- | -------------- | -------------- | -------------- | -------------- | -------------- | -------------- | -------------- |
| 2020/21                                                                                  | Шарлотт | 18               | 0                | 3,5              | 44,4             | 0,0              | 63,6             | 0,6              | 0,1              | 0,0              | 0,0              | 0,8              | Не участвовал  | Не участвовал  | Не участвовал  | Не участвовал  | Не участвовал  | Не участвовал  | Не участвовал  | Не участвовал  | Не участвовал  | Не участвовал  | Не участвовал  |
| 2021/22                                                                                  | Шарлотт | 50               | 5                | 7,3              | 66,7             | -                | 69,8             | 1,7              | 0,3              | 0,2              | 0,4              | 3,0              | Не участвовал  | Не участвовал  | Не участвовал  | Не участвовал  | Не участвовал  | Не участвовал  | Не участвовал  | Не участвовал  | Не участвовал  | Не участвовал  | Не участвовал  |
| 2022/23                                                                                  | Шарлотт | 65               | 9                | 18,7             | 62,9             | 100,0            | 74,9             | 6,4              | 0,6              | 0,2              | 1,1              | 8,2              | Не участвовал  | Не участвовал  | Не участвовал  | Не участвовал  | Не участвовал  | Не участвовал  | Не участвовал  | Не участвовал  | Не участвовал  | Не участвовал  | Не участвовал  |
| 2023/24                                                                                  | Шарлотт | 67               | 51               | 26,3             | 69,1             | 0,0              | 73,7             | 8,0              | 0,8              | 0,4              | 1,1              | 9,7              | Не участвовал  | Не участвовал  | Не участвовал  | Не участвовал  | Не участвовал  | Не участвовал  | Не участвовал  | Не участвовал  | Не участвовал  | Не участвовал  | Не участвовал  |
| 2024/25                                                                                  | Шарлотт | 21               | 9                | 21,0             | 56,1             | 0,0              | 67,8             | 7,5              | 1,3              | 0,3              | 1,2              | 8,9              | Не участвовал  | Не участвовал  | Не участвовал  | Не участвовал  | Не участвовал  | Не участвовал  | Не участвовал  | Не участвовал  | Не участвовал  | Не участвовал  | Не участвовал  |
| 2024/25                                                                                  | Финикс  | 36               | 34               | 22,7             | 60,5             | 0,0              | 82,2             | 8,6              | 0,6              | 0,2              | 0,8              | 9,5              | Не участвовал  | Не участвовал  | Не участвовал  | Не участвовал  | Не участвовал  | Не участвовал  | Не участвовал  | Не участвовал  | Не участвовал  | Не участвовал  | Не участвовал  |
|                                                                                          | Всего   | 257              | 108              | 18,1             | 64,0             | 20,0             | 73,8             | 5,9              | 0,6              | 0,2              | 0,9              | 7,3              | Не участвовал  | Не участвовал  | Не участвовал  | Не участвовал  | Не участвовал  | Не участвовал  | Не участвовал  | Не участвовал  | Не участвовал  | Не участвовал  | Не участвовал  |
| Наведите курсор мыши на аббревиатуры в заголовке таблицы, чтобы прочесть их расшифровку. |         |                  |                  |                  |                  |                  |                  |                  |                  |                  |                  |                  |                |                |                |                |                |                |                |                |                |                |                |

### Статистика в Джи-Лиге
| Сезон                                                                                    | Команда         | Регулярный сезон | Регулярный сезон | Регулярный сезон | Регулярный сезон | Регулярный сезон | Регулярный сезон | Регулярный сезон | Регулярный сезон | Регулярный сезон | Регулярный сезон | Регулярный сезон | Серия плей-офф | Серия плей-офф | Серия плей-офф | Серия плей-офф | Серия плей-офф | Серия плей-офф | Серия плей-офф | Серия плей-офф | Серия плей-офф | Серия плей-офф | Серия плей-офф |
| Сезон                                                                                    | Команда         | GP               | GS               | MPG              | FG%              | 3P%              | FT%              | RPG              | APG              | SPG              | BPG              | PPG              | GP             | GS             | MPG            | FG%            | 3P%            | FT%            | RPG            | APG            | SPG            | BPG            | PPG            |
| ---------------------------------------------------------------------------------------- | --------------- | ---------------- | ---------------- | ---------------- | ---------------- | ---------------- | ---------------- | ---------------- | ---------------- | ---------------- | ---------------- | ---------------- | -------------- | -------------- | -------------- | -------------- | -------------- | -------------- | -------------- | -------------- | -------------- | -------------- | -------------- |
| 2020/21                                                                                  | Гринсборо Сворм | 9                | 5                | 26,3             | 52,0             | 50,0             | 80,0             | 10,3             | 0,9              | 0,4              | 3,0              | 17,0             | Не участвовал  | Не участвовал  | Не участвовал  | Не участвовал  | Не участвовал  | Не участвовал  | Не участвовал  | Не участвовал  | Не участвовал  | Не участвовал  | Не участвовал  |
|                                                                                          | Всего           | 9                | 5                | 26,3             | 52,0             | 50,0             | 80,0             | 10,3             | 0,9              | 0,4              | 3,0              | 17,0             | Не участвовал  | Не участвовал  | Не участвовал  | Не участвовал  | Не участвовал  | Не участвовал  | Не участвовал  | Не участвовал  | Не участвовал  | Не участвовал  | Не участвовал  |
| Наведите курсор мыши на аббревиатуры в заголовке таблицы, чтобы прочесть их расшифровку. |                 |                  |                  |                  |                  |                  |                  |                  |                  |                  |                  |                  |                |                |                |                |                |                |                |                |                |                |                |

### Статистика в NCAA
| Сезон | Команда  | Conf  | Class | GP  | GS | MPG  | FG%  | 3P% | FT%  | RPG | APG | SPG | BPG | PPG  |
| --- | -------- | ----- | ----- | --- | -- | ---- | ---- | --- | ---- | --- | --- | --- | --- | ---- |
| 2017/18 | Кентукки | SEC   | FR    | 37  | 37 | 14,7 | 61,6 |     | 71,8 | 4,4 | 0,2 | 0,1 | 0,9 | 5,1  |
| 2018/19 | Кентукки | SEC   | SO    | 37  | 3  | 12,1 | 59,8 |     | 69,0 | 3,3 | 0,2 | 0,1 | 1,3 | 4,0  |
| 2019/20 | Кентукки | SEC   | JR    | 31  | 30 | 29,6 | 64,2 |     | 75,2 | 7,8 | 0,2 | 0,1 | 2,1 | 14,0 |
| Всего | Всего    | Всего | Всего | 105 | 70 | 18,2 | 62,7 |     | 72,8 | 5,0 | 0,2 | 0,1 | 1,4 | 7,3  |
| Наведите курсор мыши на аббревиатуры в заголовке таблицы, чтобы прочесть их расшифровку Статистика приведена с сайта sports-reference.com |          |       |       |     |    |      |      |     |      |     |     |     |     |      |